# Den rätte för Rosing
Den rätte för Rosing var ett realityprogram producerat av Nordisk Film för Kanal 5. Programmet sändes under våren 2009.
Programmet var en variant på Bachelor-konceptet och handlade om att Linda Rosing skulle välja en man att dela sitt liv med. I slutändan var dock aldrig Rosing och vinnaren Hugo ett par.
Programmet nådde inte upp till de förväntningar som Kanal 5 hade vad gäller antalet tittare.